# 浩天尚国
浩天尚国，是指1955年在河南商水县、西华县等地，由中天道首领张志诚为首成立的一个秘密结社政权。

## 概述
1954年，河南西华县、商水县一带的中天道密谋策动建立中天道小朝廷。道首赵金盈、张永安、田化民等聚集于商水县邓城乡范楼村赵金盈家，赵金盈提出：“以前中天道有朱贤一坐朝，朱死后该丁金明（西华、商水一带较早传播中天道的组织者之一）坐朝，但丁现在年纪大了不能坐了，他的干儿子张志诚也是搞中天道的，该他坐朝了。张志诚又名铁良，俗话说‘铁杵磨成针，功道自然成’，要叫张志诚坐朝一定会成功。 ”密谋后，赵金盈等人找到张志诚，将中天道预谋建立朝廷及准备让其坐朝的事告诉了他，张志诚洋洋自得，称自己是“小白龙转世，要中天当朝”，表示要重整中天大道，并对赵金盈等人许愿说：“今后谁发展的人多，谁收的道费和东西就多，谁的官也就封得越大。”自此，以张志诚、赵金盈、张永安、田化民等为首，以商水、西华、郾城为中心的中天道开始迅速恢复发展起来，到1955年，其活动已波及到商水、西华、郾城、临颍、上蔡等5个县区，仅在商水一县就发展到8个乡、30个行政村、51个自然村，发展信徒237人。1955年3月，张志诚、张永安等人先后两次在商水县舒庄乡杜谭村和张庄乡南陵村召开秘密会议，决定建立“浩天尚国”，组建了“胜海军、长寿军”，密谋于农历八月二十三日（公历9月9日）进行武装暴动。他们按照封建帝制和军事编制为100多名骨干成员加封了官职。按照封建帝制设立了朝廷、二王、定国公、八大朝臣、 诸侯、国公、娘娘、御史官、镇京总兵、兵部侍郎、九省元帅 、保国将等；在军事上设有主席、总（副）司令，总（副）参谋长、军械处长，军长、师长、旅长、团长、营长、连长等。1955年9月，公安机关查获了中天道的暴乱企图，张志诚、张永安等人被处以极刑，另外22名骨干成员分别被判处有期徒刑和无期徒刑。中天道在商水、西华、郾城等地的反动组织被侧底摧毁。